# Nachal Neger
Nachal Neger (hebrejsky: נחל נגר) je vádí v Judských horách v Izraeli.
Začíná v nadmořské výšce cca 400 metrů jihovýchodně od vesnice Nechuša. Směřuje pak k jihu mírně se zahlubujícím zalesněným údolím, přičemž sleduje hranici mezi Izraelem a Západním břehem Jordánu. Ústí pak zprava do vádí Nachal Gever.